# Los Villares
Los Villares is een gemeente in de Spaanse provincie Jaén in de regio Andalusië met een oppervlakte van 89 km². Los Villares telt 6.019 inwoners (1 januari 2016).

## Demografische ontwikkeling
Bron: INE, 1857-2011: volkstellingen